# 林昭霆
林昭霆（英語：Ronald Lam Chiu Ting，1991年2月13日—）是一位已退役的香港花式滑冰選手。他曾獲得三枚國際高級賽事獎牌和三項全國冠軍。在韓國首爾舉行的2015四大洲花式滑冰錦標賽上獲得第13名；並在中國上海舉行的2015年世界花式滑冰錦標賽上獲得第14名。林曾代表加拿大，後於2012年轉投香港。
2015年5月，林從不列顛哥倫比亞大學畢業，獲得電腦科學理學士學位。雖然他獲得了一項2015-16 ISU花式滑冰大獎賽的任務，即參加2015年加拿大國際滑冰錦標賽，但是決定不再參加其他賽季的比賽。他於2015年7月24日宣布退役，尋求開啟花式滑冰競技以外的職業生涯。

## 外部連結
- Ronald Lam在国际滑冰联盟的页面
- Ronald Lam （页面存档备份，存于） at Tracings